# Eucereon facundum
Eucereon facundum là một loài bướm đêm thuộc phân họ Arctiinae, họ Erebidae.